# A Woman of the Sea
A Woman of the Sea, conocida también por su título de trabajo, Sea Gulls, es una película muda de 1926 dirigida por Josef von Sternberg y producida por la compañía cinematográfica de Charles Chaplin: la Chaplin Film Company. La película no llegó a estrenarse, y hoy en día se considera perdida. Los actores principales eran Edna Purviance, Raymond Bloomer, Charles K. French, Eve Southern, y Gayne Whitman.
La película contaba la siguiente historia: una de las dos hijas de un pescador se va a vivir a Nueva York, y su novio se casa con la hermana; años después, volverá de la ciudad la primera, y causará algunas complicaciones a la pareja.  
El trabajo de la película se desarrolló durante 6 meses; el rodaje en concreto, durante unos 3, y se llevó a cabo sobre todo en la zona de Los Ángeles, con algunos interiores registrados en el estudio de Chaplin y unos exteriores en zonas costeras de Monterrey y Carmel-by-the-Sea. 
Chaplin emprendió esta producción como un vehículo para el lucimiento de Edna Purviance, y para ayudar a establecerse a Josef von Sternberg, cuyo trabajo experimental The Salvation Hunters, rodado en 1924 y estrenado el 15 de febrero de 1925, le había causado una gran impresión. Fue ésta la única vez que produciría Chaplin una película sin dirigirla ni actuar en ella: poco se implicó en su producción, pues ya tenía bastantes problemas con la de El circo (The Circus). Sería éste también el último trabajo de Purviance para el cine estadounidense.
Chaplin no dio a la película la aprobación para su estreno, y nunca se proyectaría en público. Los pocos socios de Chaplin que la habían visto convenían años después en que no era viable para su exhibición comercial. 
Se dice que, ante la presión del Servicio de Impuestos Internos, la compañía quemó los negativos en junio de 1933 por cuestiones tributarias. También se dice que se conservó una copia en el estudio de Chaplin al menos hasta finales de los años 30. Hoy en día, no hay copia alguna en sus archivos cinematográficos.
En el año 2005, se encontraron más de 50 fotos de producción en la colección particular de unos parientes de Edna Purviance. Se publicaron en 2008 junto con información sobre el plan de rodaje.
La película y el propio Chaplin forman parte importante de la novela fantástica del 2006 de Tim Powers Three Days to Never.